# Dálnice na Slovensku

Dálnice na Slovensku
v provozu
ve výstavbě
plánované

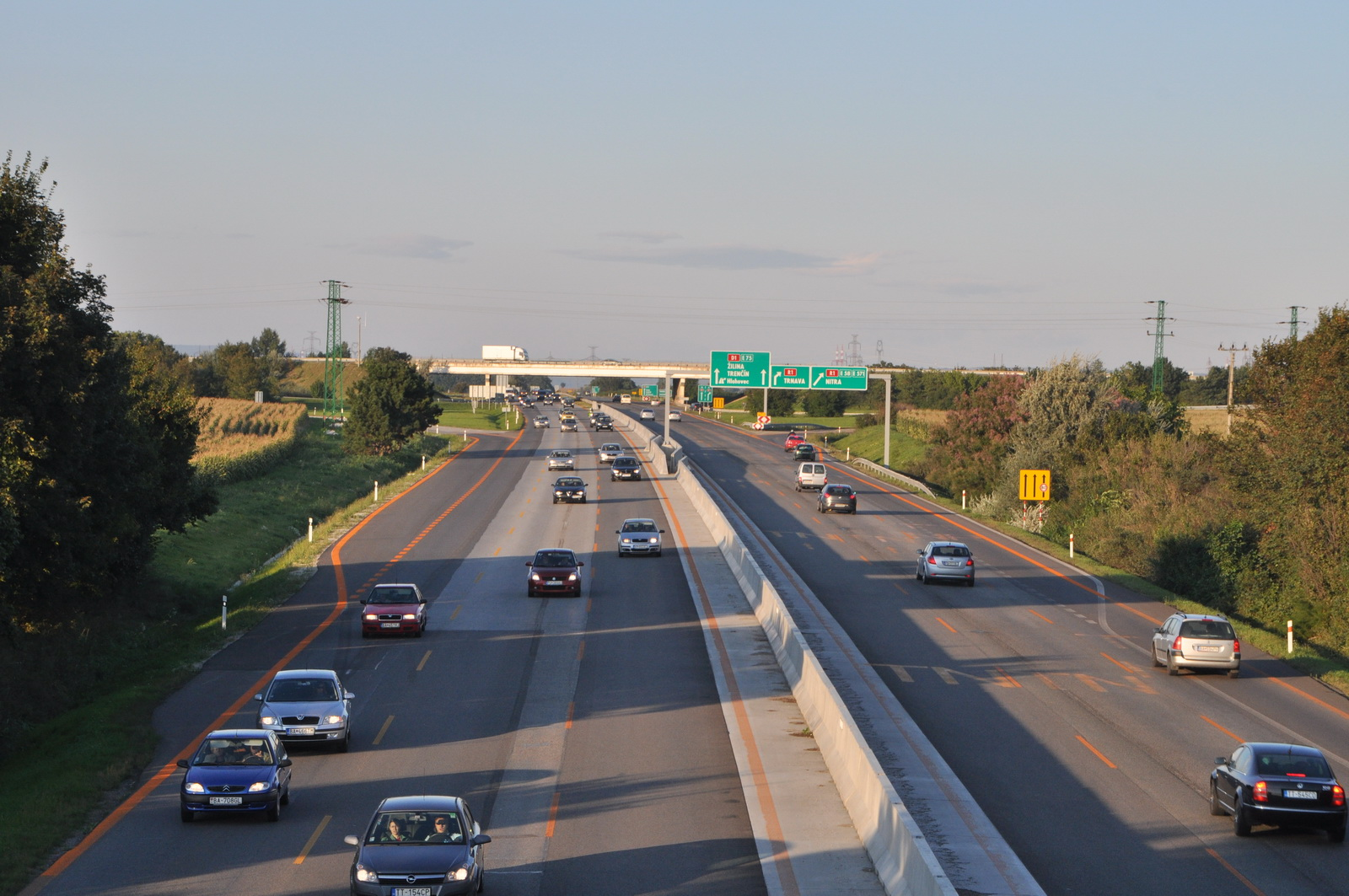
Dálnice D1 u Trnavy

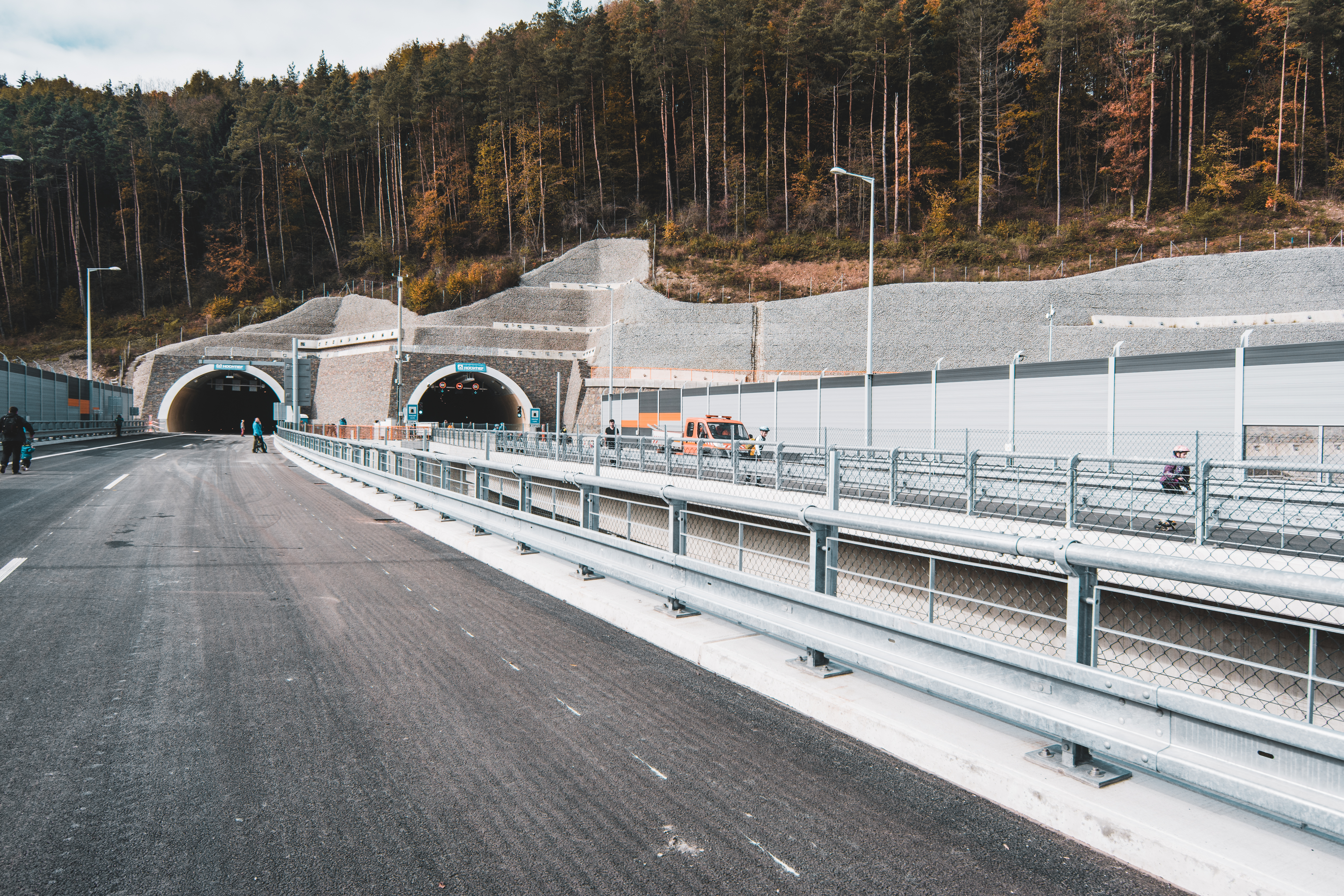
Tunel Považský Chlmec na D3

Celková délka dálnic na Slovensku je v současné době přibližně 500 km. Nejvyšší povolená rychlost na dálnicích a rychlostních silnicích je pro osobní automobily 130 km/h. Na slovenských dálnicích funguje systém tzv. virtuálních dálničních známek.

## Historie výstavby dálnic
Historie výstavby dálnic na Slovensku sahá až do dob bývalého Československa. Již od 30. let minulého století se objevovalo mnoho plánů, které většinou počítaly s propojením Prahy, Brna, severu Slovenska až do Podkarpatské Rusi, později na hranice SSSR. Roku 1937 Jan Antonín Baťa ve svém vizionářském díle Budujme stát pro 40 000 000 lidí představil plán dálniční magistrály napříč ČSR, která měla přes Slovensko vést zhruba na trase moravské hranice – Žilina – Poprad – odbočka k Prešovu a Košicím – Michalovce – podkarpatoruské hranice. Reálná výstavba dálnic však dlouho vázla, v 60. a 70. letech 20. století byla rozestavěná řada úseků, např. D1 mezi Žilinou a Košicemi, D2 u Bratislavy nebo D61 mezi Bratislavou a Sencem. Historicky první úsek na území dnešního Slovenska (ale nikoliv na území bývalého Československa) mezi Bratislavou a Malackami (dnes dálnice D2) byl otevřen v roce 1974. Po sametové revoluci v roce 1989 výstavba nových dálnic spíše vázla, např. kvůli dosud nevídaným problémům s vykupováním pozemků. V roce 1999 byl přijat nový plán výstavby dálnic Slovenské republiky, který počítal s výstavbou 4 dálnic a 9 rychlostních silnic. Většina dálnic byla také přečíslována, jelikož značení z dob bývalého Československa již nemělo smysl.

## Seznam dálnic
Dálnice jsou na Slovensku označovány písmenem D (diaľnica - slovensky dálnice)
| Číslo | Evropská silnice       | Trasa      | Trasa                                       | Trasa               | Konečná délka (km) | V provozu | V provozu | Ve výstavbě (km) | Mapa | Geodata (OSM) |
| Číslo | Evropská silnice       | Z          | Přes                                        | Do                  | Konečná délka (km) | (km)      | %         | Ve výstavbě (km) | Mapa | Geodata (OSM) |
| ----- | ---------------------- | ---------- | ------------------------------------------- | ------------------- | ------------------ | --------- | --------- | ---------------- | ---- | ------------- |
| D1    | E50 · E58 · E75 · E571 | Bratislava | Trnava - Trenčín - Žilina - Prešov - Košice | Záhor               | 512                | 395,9     | 77,3%     | 28,4             |      | OSM, WMF      |
| D2    | E58 · E65 · E75        | Brodské    | Malacky - Bratislava                        | Čunovo              | 80,5               | 80,5      | 100%      | -                |      | OSM, WMF      |
| D3    | E75                    | Skalité    | Žilina - Čadca                              | Hričovské Podhradie | 59,1               | 37,1      | 62,8%     | -                |      | OSM, WMF      |
| D4    | E58                    | Jarovce    | vnější obchvat Bratislavy                   | Devínska Nová Ves   | 48                 | 32        | 66,6%     | -                |      | OSM, WMF      |
|       |                        |            |                                             |                     | 699,6              | 545,5     | 77,9%     | 28,4             |      |               |